# Die Gefährten: Monatsschrift für Erkenntnis und Tat
Die Gefährten: Monatsschrift für Erkenntnis und Tat war eine monatlich bzw. zweimonatlich erscheinende freiwirtschaftliche Zeitschrift des deutschen Verlegers Rudolf Zitzmann, die von 1946 bis 1950 erschien. Sie war ein Organ der Anhänger der Ideen Silvio Gesells und enthielt libertäre Ideen. Bedeutend waren die Beiträge von Wilhelm Brachmann und Rolf Engerts Rezeption von Max Stirner sowie Nachdrucke von Pierre-Joseph Proudhon. Mitwirkende waren unter anderem Joseph Bauer, Richard Batz und Wilhelm Brachmann.